# Cormet de Roselend
Il Cormet de Roselend (1968 m s.l.m.) è un valico alpino situato in Savoia, nella regione Rodano-Alpi della Francia orientale. Il colle è percorso dalla Route des Grandes Alpes.